# Tour da Eslováquia de 2019
A 63.ª edição do Tour da Eslováquia foi uma carreira de ciclismo de estrada por etapas que se celebrou entre o 18 e o 21 de setembro de 2019 com início na cidade de Bardejov e final na cidade de Senica na Eslováquia. O percurso constou de um total de 5 etapas sobre uma distância total de 714,9 km.
A carreira fez parte do circuito UCI Europe Tour de 2019 dentro da categoria 2.1 e foi vencida pelo belga Yves Lampaert da Deceuninck-Quick Step. O pódio completaram-no o francês Arnaud Démare e o suíço Stefan Küng ambos da Groupama-FDJ.

## Equipas participantes
Tomaram a partida um total de 22 equipas, dos quais 5 foram de categoria UCI World Team, 8 Profissional Continental, 8 Continental e 1 selecção nacional, quem conformaram um pelotão de 147 ciclistas dos quais terminaram 135. As equipas participantes foram:
| Equipes WorldTeam (5)- Bora-hansgrohe - CCC Team - Deceuninck-Quick Step - Groupama-FDJ - UAE Team Emirates Equipes profissionais Continentais (8)- Androni Giocattoli-Sidermec - Delko-Marseille Provence - Gazprom-RusVelo - Israel Cycling Academy - Riwal Readynez - Roompot-Charles - Team Novo Nordisk - Wallonie Bruxelles Equipes Continentais (8)- Adria Mobil - Development Team Sunweb - Dukla Banská Bystrica - Elkov-Author - Pannon - Felbermayr Simplon Wels - Uno-X Norwegian Development - Voster ATS Team Equipe nacional- Eslováquia |
| |

## Etapas
| Etapa | Data    | Percurso              | type                      | Distância (km) | Vencedor             | Líder geral        |
| ----- | ------- | --------------------- | ------------------------- | -------------- | -------------------- | ------------------ |
| 1A    | 18 set. | Bardejov – Bardejov   | etapa escarpada           | 138,2          | Alexander Kristoff   | Alexander Kristoff |
| 1B    | 18 set. | Bardejov – Bardejov   | contrarrelógio individual | 7,4            | Stefan Küng          | Stefan Küng        |
| 2     | 19 set. | Bardejov – Ružomberok | média montanha            | 226,6          | Eduard-Michael Grosu | Yves Lampaert      |
| 3     | 20 set. | Ružomberok – Hlohovec | etapa escarpada           | 200,6          | Arnaud Démare        | Yves Lampaert      |
| 4     | 21 set. | Hlohovec – Senica     | etapa escarpada           | 142,1          | Elia Viviani         | Yves Lampaert      |

## Desenvolvimento da carreira

### 1.ª etapa parte A
| Bardejov - Bardejov | etapa escarpada | (138,2 km) |

| \| Classificação por etapas \| Classificação por etapas \| Classificação por etapas \| Classificação por etapas \| Classificação por etapas \| \| Ciclista \| Ciclista \| Equipe \| Tempo \| \| \| ------------------------ \| ------------------------ \| ------------------------ \| ------------------------ \| ------------------------ \| \| 1. \| Alexander Kristoff \| UAE Team Emirates \| 3h21m48s \| \| \| 2. \| Michael Mørkøv \| Deceuninck-Quick Step \| + 0s \| \| \| 3. \| Elia Viviani \| Deceuninck-Quick Step \| + 0s \| \| \| 4. \| Erik Baška \| Bora-Hansgrohe \| + 0s \| \| \| 5. \| Arnaud Démare \| Groupama-FDJ \| + 0s \| \| \| 6. \| Rudy Barbier \| Israel Cycling Academy \| + 0s \| \| \| 7. \| Emīls Liepiņš \| Wallonie Bruxelles \| + 0s \| \| \| 8. \| Andrea Peron \| Team Novo Nordisk \| + 0s \| \| \| 9. \| Boy van Poppel \| Roompot-Charles \| + 0s \| \| \| 10. \| Yves Lampaert \| Deceuninck-Quick Step \| + 0s \| \| |                    |                        |          |
| |                    |                        |          |
| Fonte: ProCyclingStats |                    |                        |          |
| Classificação por etapas |                    |                        |          |
| Ciclista | Ciclista           | Equipe                 | Tempo    |
| 1. | Alexander Kristoff | UAE Team Emirates      | 3h21m48s |
| 2. | Michael Mørkøv     | Deceuninck-Quick Step  | + 0s     |
| 3. | Elia Viviani       | Deceuninck-Quick Step  | + 0s     |
| 4. | Erik Baška         | Bora-Hansgrohe         | + 0s     |
| 5. | Arnaud Démare      | Groupama-FDJ           | + 0s     |
| 6. | Rudy Barbier       | Israel Cycling Academy | + 0s     |
| 7. | Emīls Liepiņš      | Wallonie Bruxelles     | + 0s     |
| 8. | Andrea Peron       | Team Novo Nordisk      | + 0s     |
| 9. | Boy van Poppel     | Roompot-Charles        | + 0s     |
| 10. | Yves Lampaert      | Deceuninck-Quick Step  | + 0s     |

| \| Classificação geral \| Classificação geral \| Classificação geral \| Classificação geral \| Classificação geral \| \| Ciclista \| Ciclista \| Equipe \| Tempo \| \| \| ------------------- \| ------------------- \| --------------------------- \| ------------------- \| ------------------- \| \| 1. \| Alexander Kristoff \| UAE Team Emirates \| 3h21m42s \| \| \| 2. \| Michael Mørkøv \| Deceuninck-Quick Step \| + 2s \| \| \| 3. \| Florian Kierner \| Felbermayr Simplon Wels \| + 3s \| \| \| 4. \| Elia Viviani \| Deceuninck-Quick Step \| + 4s \| \| \| 5. \| Anders Skaarseth \| Uno-X Norwegian Development \| + 4s \| \| \| 6. \| Rasmus Bøgh Wallin \| Riwal Readynez \| + 5s \| \| \| 7. \| Erik Baška \| Bora-Hansgrohe \| + 6s \| \| \| 8. \| Arnaud Démare \| Groupama-FDJ \| + 6s \| \| \| 9. \| Rudy Barbier \| Israel Cycling Academy \| + 6s \| \| \| 10. \| Emīls Liepiņš \| Wallonie Bruxelles \| + 6s \| \| |                    |                             |          |
| |                    |                             |          |
| Fonte: ProCyclingStats |                    |                             |          |
| Classificação geral |                    |                             |          |
| Ciclista | Ciclista           | Equipe                      | Tempo    |
| 1. | Alexander Kristoff | UAE Team Emirates           | 3h21m42s |
| 2. | Michael Mørkøv     | Deceuninck-Quick Step       | + 2s     |
| 3. | Florian Kierner    | Felbermayr Simplon Wels     | + 3s     |
| 4. | Elia Viviani       | Deceuninck-Quick Step       | + 4s     |
| 5. | Anders Skaarseth   | Uno-X Norwegian Development | + 4s     |
| 6. | Rasmus Bøgh Wallin | Riwal Readynez              | + 5s     |
| 7. | Erik Baška         | Bora-Hansgrohe              | + 6s     |
| 8. | Arnaud Démare      | Groupama-FDJ                | + 6s     |
| 9. | Rudy Barbier       | Israel Cycling Academy      | + 6s     |
| 10. | Emīls Liepiņš      | Wallonie Bruxelles          | + 6s     |

### 1.ª etapa parte B
| Bardejov - Bardejov | contrarrelógio individual | (7,4 km) |

| \| Classificação por etapas \| Classificação por etapas \| Classificação por etapas \| Classificação por etapas \| Classificação por etapas \| \| Ciclista \| Ciclista \| Equipe \| Tempo \| \| \| ------------------------ \| ------------------------ \| ------------------------ \| ------------------------ \| ------------------------ \| \| 1. \| Stefan Küng \| Groupama-FDJ \| 9m04s \| \| \| 2. \| Yves Lampaert \| Deceuninck-Quick Step \| + 3s \| \| \| 3. \| Bob Jungels \| Deceuninck-Quick Step \| + 8s \| \| \| 4. \| Kamil Gradek \| CCC Team \| + 10s \| \| \| 5. \| Matthias Brändle \| Israel Cycling Academy \| + 12s \| \| \| 6. \| Tom Bohli \| UAE Team Emirates \| + 12s \| \| \| 7. \| Jan Bárta \| Elkov-Author \| + 15s \| \| \| 8. \| Gijs Van Hoecke \| CCC Team \| + 17s \| \| \| 9. \| Erik Baška \| Bora-Hansgrohe \| + 23s \| \| \| 10. \| Arnaud Démare \| Groupama-FDJ \| + 23s \| \| |                  |                        |       |
| |                  |                        |       |
| Fonte: ProCyclingStats |                  |                        |       |
| Classificação por etapas |                  |                        |       |
| Ciclista | Ciclista         | Equipe                 | Tempo |
| 1. | Stefan Küng      | Groupama-FDJ           | 9m04s |
| 2. | Yves Lampaert    | Deceuninck-Quick Step  | + 3s  |
| 3. | Bob Jungels      | Deceuninck-Quick Step  | + 8s  |
| 4. | Kamil Gradek     | CCC Team               | + 10s |
| 5. | Matthias Brändle | Israel Cycling Academy | + 12s |
| 6. | Tom Bohli        | UAE Team Emirates      | + 12s |
| 7. | Jan Bárta        | Elkov-Author           | + 15s |
| 8. | Gijs Van Hoecke  | CCC Team               | + 17s |
| 9. | Erik Baška       | Bora-Hansgrohe         | + 23s |
| 10. | Arnaud Démare    | Groupama-FDJ           | + 23s |

| \| Classificação geral \| Classificação geral \| Classificação geral \| Classificação geral \| Classificação geral \| \| Ciclista \| Ciclista \| Equipe \| Tempo \| \| \| ------------------- \| ------------------- \| ---------------------- \| ------------------- \| ------------------- \| \| 1. \| Stefan Küng \| Groupama-FDJ \| 3h30m52s \| \| \| 2. \| Yves Lampaert \| Deceuninck-Quick Step \| + 3s \| \| \| 3. \| Bob Jungels \| Deceuninck-Quick Step \| + 8s \| \| \| 4. \| Kamil Gradek \| CCC Team \| + 10s \| \| \| 5. \| Matthias Brändle \| Israel Cycling Academy \| + 12s \| \| \| 6. \| Tom Bohli \| UAE Team Emirates \| + 12s \| \| \| 7. \| Jan Bárta \| Elkov-Author \| + 15s \| \| \| 8. \| Gijs Van Hoecke \| CCC Team \| + 17s \| \| \| 9. \| Michael Mørkøv \| Deceuninck-Quick Step \| + 21s \| \| \| 10. \| Elia Viviani \| Deceuninck-Quick Step \| + 22s \| \| |                  |                        |          |
| |                  |                        |          |
| Fonte: ProCyclingStats |                  |                        |          |
| Classificação geral |                  |                        |          |
| Ciclista | Ciclista         | Equipe                 | Tempo    |
| 1. | Stefan Küng      | Groupama-FDJ           | 3h30m52s |
| 2. | Yves Lampaert    | Deceuninck-Quick Step  | + 3s     |
| 3. | Bob Jungels      | Deceuninck-Quick Step  | + 8s     |
| 4. | Kamil Gradek     | CCC Team               | + 10s    |
| 5. | Matthias Brändle | Israel Cycling Academy | + 12s    |
| 6. | Tom Bohli        | UAE Team Emirates      | + 12s    |
| 7. | Jan Bárta        | Elkov-Author           | + 15s    |
| 8. | Gijs Van Hoecke  | CCC Team               | + 17s    |
| 9. | Michael Mørkøv   | Deceuninck-Quick Step  | + 21s    |
| 10. | Elia Viviani     | Deceuninck-Quick Step  | + 22s    |

### 2.ª etapa
| Bardejov - Ružomberok | média montanha | (226,6 km) |

| \| Classificação por etapas \| Classificação por etapas \| Classificação por etapas \| Classificação por etapas \| Classificação por etapas \| \| Ciclista \| Ciclista \| Equipe \| Tempo \| \| \| ------------------------ \| ------------------------ \| ------------------------ \| ------------------------ \| ------------------------ \| \| 1. \| Eduard-Michael Grosu \| Delko Marseille Provence \| 5h46m42s \| \| \| 2. \| Yves Lampaert \| Deceuninck-Quick Step \| + 0s \| \| \| 3. \| Arnaud Démare \| Groupama-FDJ \| + 0s \| \| \| 4. \| Erik Baška \| Bora-Hansgrohe \| + 0s \| \| \| 5. \| Emīls Liepiņš \| Wallonie Bruxelles \| + 0s \| \| \| 6. \| Justin Jules \| Wallonie Bruxelles \| + 0s \| \| \| 7. \| Aleksandr Riabushenko \| UAE Team Emirates \| + 0s \| \| \| 8. \| Kamil Gradek \| CCC Team \| + 0s \| \| \| 9. \| Boy van Poppel \| Roompot-Charles \| + 0s \| \| \| 10. \| Stefan Küng \| Groupama-FDJ \| + 0s \| \| |                       |                          |          |
| |                       |                          |          |
| Fonte: ProCyclingStats |                       |                          |          |
| Classificação por etapas |                       |                          |          |
| Ciclista | Ciclista              | Equipe                   | Tempo    |
| 1. | Eduard-Michael Grosu  | Delko Marseille Provence | 5h46m42s |
| 2. | Yves Lampaert         | Deceuninck-Quick Step    | + 0s     |
| 3. | Arnaud Démare         | Groupama-FDJ             | + 0s     |
| 4. | Erik Baška            | Bora-Hansgrohe           | + 0s     |
| 5. | Emīls Liepiņš         | Wallonie Bruxelles       | + 0s     |
| 6. | Justin Jules          | Wallonie Bruxelles       | + 0s     |
| 7. | Aleksandr Riabushenko | UAE Team Emirates        | + 0s     |
| 8. | Kamil Gradek          | CCC Team                 | + 0s     |
| 9. | Boy van Poppel        | Roompot-Charles          | + 0s     |
| 10. | Stefan Küng           | Groupama-FDJ             | + 0s     |

| \| Classificação geral \| Classificação geral \| Classificação geral \| Classificação geral \| Classificação geral \| \| Ciclista \| Ciclista \| Equipe \| Tempo \| \| \| ------------------- \| ------------------- \| ---------------------- \| ------------------- \| ------------------- \| \| 1. \| Yves Lampaert \| Deceuninck-Quick Step \| 9h17m31s \| \| \| 2. \| Stefan Küng \| Groupama-FDJ \| + 3s \| \| \| 3. \| Kamil Gradek \| CCC Team \| + 13s \| \| \| 4. \| Bob Jungels \| Deceuninck-Quick Step \| + 20s \| \| \| 5. \| Tom Bohli \| UAE Team Emirates \| + 21s \| \| \| 6. \| Arnaud Démare \| Groupama-FDJ \| + 22s \| \| \| 7. \| Matthias Brändle \| Israel Cycling Academy \| + 24s \| \| \| 8. \| Gijs Van Hoecke \| CCC Team \| + 26s \| \| \| 9. \| Erik Baška \| Bora-Hansgrohe \| + 26s \| \| \| 10. \| Jan Bárta \| Elkov-Author \| + 27s \| \| |                  |                        |          |
| |                  |                        |          |
| Fonte: ProCyclingStats |                  |                        |          |
| Classificação geral |                  |                        |          |
| Ciclista | Ciclista         | Equipe                 | Tempo    |
| 1. | Yves Lampaert    | Deceuninck-Quick Step  | 9h17m31s |
| 2. | Stefan Küng      | Groupama-FDJ           | + 3s     |
| 3. | Kamil Gradek     | CCC Team               | + 13s    |
| 4. | Bob Jungels      | Deceuninck-Quick Step  | + 20s    |
| 5. | Tom Bohli        | UAE Team Emirates      | + 21s    |
| 6. | Arnaud Démare    | Groupama-FDJ           | + 22s    |
| 7. | Matthias Brändle | Israel Cycling Academy | + 24s    |
| 8. | Gijs Van Hoecke  | CCC Team               | + 26s    |
| 9. | Erik Baška       | Bora-Hansgrohe         | + 26s    |
| 10. | Jan Bárta        | Elkov-Author           | + 27s    |

### 3.ª etapa
| Ružomberok - Hlohovec | etapa escarpada | (200,6 km) |

| \| Classificação por etapas \| Classificação por etapas \| Classificação por etapas \| Classificação por etapas \| Classificação por etapas \| \| Ciclista \| Ciclista \| Equipe \| Tempo \| \| \| ------------------------ \| ------------------------ \| ------------------------ \| ------------------------ \| ------------------------ \| \| 1. \| Arnaud Démare \| Groupama-FDJ \| 4h39m09s \| \| \| 2. \| Aleksandr Riabushenko \| UAE Team Emirates \| + 2s \| \| \| 3. \| Alexander Kristoff \| UAE Team Emirates \| + 2s \| \| \| 4. \| Stefan Küng \| Groupama-FDJ \| + 5s \| \| \| 5. \| Yves Lampaert \| Deceuninck-Quick Step \| + 5s \| \| \| 6. \| Lukas Pöstlberger \| Bora-Hansgrohe \| + 5s \| \| \| 7. \| Tom Bohli \| UAE Team Emirates \| + 5s \| \| \| 8. \| Charles Planet \| Team Novo Nordisk \| + 5s \| \| \| 9. \| Gijs Van Hoecke \| CCC Team \| + 5s \| \| \| 10. \| Kamil Gradek \| CCC Team \| + 5s \| \| |                       |                       |          |
| |                       |                       |          |
| Fonte: ProCyclingStats |                       |                       |          |
| Classificação por etapas |                       |                       |          |
| Ciclista | Ciclista              | Equipe                | Tempo    |
| 1. | Arnaud Démare         | Groupama-FDJ          | 4h39m09s |
| 2. | Aleksandr Riabushenko | UAE Team Emirates     | + 2s     |
| 3. | Alexander Kristoff    | UAE Team Emirates     | + 2s     |
| 4. | Stefan Küng           | Groupama-FDJ          | + 5s     |
| 5. | Yves Lampaert         | Deceuninck-Quick Step | + 5s     |
| 6. | Lukas Pöstlberger     | Bora-Hansgrohe        | + 5s     |
| 7. | Tom Bohli             | UAE Team Emirates     | + 5s     |
| 8. | Charles Planet        | Team Novo Nordisk     | + 5s     |
| 9. | Gijs Van Hoecke       | CCC Team              | + 5s     |
| 10. | Kamil Gradek          | CCC Team              | + 5s     |

| \| Classificação geral \| Classificação geral \| Classificação geral \| Classificação geral \| Classificação geral \| \| Ciclista \| Ciclista \| Equipe \| Tempo \| \| \| ------------------- \| --------------------- \| --------------------------- \| ------------------- \| ------------------- \| \| 1. \| Yves Lampaert \| Deceuninck-Quick Step \| 13h56m45s \| \| \| 2. \| Stefan Küng \| Groupama-FDJ \| + 3s \| \| \| 3. \| Arnaud Démare \| Groupama-FDJ \| + 7s \| \| \| 4. \| Kamil Gradek \| CCC Team \| + 13s \| \| \| 5. \| Tom Bohli \| UAE Team Emirates \| + 21s \| \| \| 6. \| Matthias Brändle \| Israel Cycling Academy \| + 24s \| \| \| 7. \| Gijs Van Hoecke \| CCC Team \| + 26s \| \| \| 8. \| Lukas Pöstlberger \| Bora-Hansgrohe \| + 34s \| \| \| 9. \| Aleksandr Riabushenko \| UAE Team Emirates \| + 37s \| \| \| 10. \| Torjus Sleen \| Uno-X Norwegian Development \| + 40s \| \| |                       |                             |           |
| |                       |                             |           |
| Fonte: ProCyclingStats |                       |                             |           |
| Classificação geral |                       |                             |           |
| Ciclista | Ciclista              | Equipe                      | Tempo     |
| 1. | Yves Lampaert         | Deceuninck-Quick Step       | 13h56m45s |
| 2. | Stefan Küng           | Groupama-FDJ                | + 3s      |
| 3. | Arnaud Démare         | Groupama-FDJ                | + 7s      |
| 4. | Kamil Gradek          | CCC Team                    | + 13s     |
| 5. | Tom Bohli             | UAE Team Emirates           | + 21s     |
| 6. | Matthias Brändle      | Israel Cycling Academy      | + 24s     |
| 7. | Gijs Van Hoecke       | CCC Team                    | + 26s     |
| 8. | Lukas Pöstlberger     | Bora-Hansgrohe              | + 34s     |
| 9. | Aleksandr Riabushenko | UAE Team Emirates           | + 37s     |
| 10. | Torjus Sleen          | Uno-X Norwegian Development | + 40s     |

### 4.ª etapa
| Hlohovec - Senica | etapa escarpada | (142,1 km) |

| \| Classificação por etapas \| Classificação por etapas \| Classificação por etapas \| Classificação por etapas \| Classificação por etapas \| \| Ciclista \| Ciclista \| Equipe \| Tempo \| \| \| ------------------------ \| ------------------------ \| --------------------------- \| ------------------------ \| ------------------------ \| \| 1. \| Elia Viviani \| Deceuninck-Quick Step \| 4h39m09s \| \| \| 2. \| Arnaud Démare \| Groupama-FDJ \| + 0s \| \| \| 3. \| Alexander Kristoff \| UAE Team Emirates \| + 0s \| \| \| 4. \| Erik Baška \| Bora-Hansgrohe \| + 0s \| \| \| 5. \| Matteo Pelucchi \| Androni Giocattoli-Sidermec \| + 0s \| \| \| 6. \| Rudy Barbier \| Israel Cycling Academy \| + 0s \| \| \| 7. \| Emīls Liepiņš \| Wallonie Bruxelles \| + 0s \| \| \| 8. \| Michael Mørkøv \| Deceuninck-Quick Step \| + 0s \| \| \| 9. \| Gijs Van Hoecke \| CCC Team \| + 0s \| \| \| 10. \| Nicolai Brøchner \| Riwal Readynez \| + 0s \| \| |                    |                             |          |
| |                    |                             |          |
| Fonte: ProCyclingStats |                    |                             |          |
| Classificação por etapas |                    |                             |          |
| Ciclista | Ciclista           | Equipe                      | Tempo    |
| 1. | Elia Viviani       | Deceuninck-Quick Step       | 4h39m09s |
| 2. | Arnaud Démare      | Groupama-FDJ                | + 0s     |
| 3. | Alexander Kristoff | UAE Team Emirates           | + 0s     |
| 4. | Erik Baška         | Bora-Hansgrohe              | + 0s     |
| 5. | Matteo Pelucchi    | Androni Giocattoli-Sidermec | + 0s     |
| 6. | Rudy Barbier       | Israel Cycling Academy      | + 0s     |
| 7. | Emīls Liepiņš      | Wallonie Bruxelles          | + 0s     |
| 8. | Michael Mørkøv     | Deceuninck-Quick Step       | + 0s     |
| 9. | Gijs Van Hoecke    | CCC Team                    | + 0s     |
| 10. | Nicolai Brøchner   | Riwal Readynez              | + 0s     |

## Classificações finais
As classificações finalizaram da seguinte forma:

### Classificação geral
| \| Classificação geral \| Classificação geral \| Classificação geral \| Classificação geral \| Classificação geral \| \| Ciclista \| Ciclista \| Equipe \| Tempo \| \| \| ------------------- \| --------------------- \| ---------------------- \| ------------------- \| ------------------- \| \| 1. \| Yves Lampaert \| Deceuninck-Quick Step \| 17h14m21s \| \| \| 2. \| Arnaud Démare \| Groupama-FDJ \| + 1s \| \| \| 3. \| Stefan Küng \| Groupama-FDJ \| + 3s \| \| \| 4. \| Kamil Gradek \| CCC Team \| + 17s \| \| \| 5. \| Tom Bohli \| UAE Team Emirates \| + 21s \| \| \| 6. \| Gijs Van Hoecke \| CCC Team \| + 26s \| \| \| 7. \| Matthias Brändle \| Israel Cycling Academy \| + 28s \| \| \| 8. \| Lukas Pöstlberger \| Bora-Hansgrohe \| + 34s \| \| \| 9. \| Erik Baška \| Bora-Hansgrohe \| + 40s \| \| \| 10. \| Aleksandr Riabushenko \| UAE Team Emirates \| + 41s \| \| |                       |                        |           |
| |                       |                        |           |
| Fonte: ProCyclingStats |                       |                        |           |
| Classificação geral |                       |                        |           |
| Ciclista | Ciclista              | Equipe                 | Tempo     |
| 1. | Yves Lampaert         | Deceuninck-Quick Step  | 17h14m21s |
| 2. | Arnaud Démare         | Groupama-FDJ           | + 1s      |
| 3. | Stefan Küng           | Groupama-FDJ           | + 3s      |
| 4. | Kamil Gradek          | CCC Team               | + 17s     |
| 5. | Tom Bohli             | UAE Team Emirates      | + 21s     |
| 6. | Gijs Van Hoecke       | CCC Team               | + 26s     |
| 7. | Matthias Brändle      | Israel Cycling Academy | + 28s     |
| 8. | Lukas Pöstlberger     | Bora-Hansgrohe         | + 34s     |
| 9. | Erik Baška            | Bora-Hansgrohe         | + 40s     |
| 10. | Aleksandr Riabushenko | UAE Team Emirates      | + 41s     |

### Classificação por pontos
| Classificação por pontos | Classificação por pontos | Classificação por pontos    | Classificação por pontos | Classificação por pontos |
| Ciclista                 | Ciclista                 | Equipe                      | Pontos                   |                          |
| ------------------------ | ------------------------ | --------------------------- | ------------------------ | ------------------------ |
| 1.                       | Arnaud Démare            | Groupama-FDJ                | 46 pts                   |                          |
| 2.                       | Alexander Kristoff       | UAE Team Emirates           | 40 pts                   |                          |
| 3.                       | Elia Viviani             | Deceuninck-Quick Step       | 32 pts                   |                          |
| 4.                       | Erik Baška               | Bora-Hansgrohe              | 27 pts                   |                          |
| 5.                       | Martin Bugge Urianstad   | Uno-X Norwegian Development | 25 pts                   |                          |
| 6.                       | Gašper Katrašnik         | Adria Mobil                 | 21 pts                   |                          |
| 7.                       | Michael Mørkøv           | Deceuninck-Quick Step       | 21 pts                   |                          |
| 8.                       | Mateusz Grabis           | Voster ATS Team             | 18 pts                   |                          |
| 9.                       | Yves Lampaert            | Deceuninck-Quick Step       | 17 pts                   |                          |
| 10.                      | Rémy Rochas              | Delko Marseille Provence    | 16 pts                   |                          |

### Classificação da montanha
| Classificação da montanha | Classificação da montanha | Classificação da montanha   | Classificação da montanha | Classificação da montanha |
| Ciclista                  | Ciclista                  | Equipe                      | Pontos                    |                           |
| ------------------------- | ------------------------- | --------------------------- | ------------------------- | ------------------------- |
| 1.                        | Martin Salmon             | Team Sunweb                 | 42 pts                    |                           |
| 2.                        | Kenny Molly               | Wallonie Bruxelles          | 31 pts                    |                           |
| 3.                        | Martin Bugge Urianstad    | Uno-X Norwegian Development | 22 pts                    |                           |
| 4.                        | Idar Andersen             | Uno-X Norwegian Development | 22 pts                    |                           |
| 5.                        | Marek Čanecký             | Dukla Banská Bystrica       | 14 pts                    |                           |
| 6.                        | Rémy Rochas               | Delko Marseille Provence    | 14 pts                    |                           |
| 7.                        | Emanuel Buchmann          | Bora-Hansgrohe              | 9 pts                     |                           |
| 8.                        | Maciej Bodnar             | Bora-Hansgrohe              | 6 pts                     |                           |
| 9.                        | Mateusz Grabis            | Voster ATS Team             | 6 pts                     |                           |
| 10.                       | Petr Vakoč                | Deceuninck-Quick Step       | 6 pts                     |                           |

### Classificação dos jovens
| Classificação dos jovens | Classificação dos jovens | Classificação dos jovens    | Classificação dos jovens | Classificação dos jovens |
| Ciclista                 | Ciclista                 | Equipe                      | Tempo                    |                          |
| ------------------------ | ------------------------ | --------------------------- | ------------------------ | ------------------------ |
| 1.                       | Torjus Sleen             | Uno-X Norwegian Development | 17h15m05s                |                          |
| 2.                       | Leon Heinschke           | Development Team Sunweb     | + 1s                     |                          |
| 3.                       | Dušan Rajović            | Adria Mobil                 | + 54s                    |                          |
| 4.                       | Tim Naberman             | Development Team Sunweb     | + 2m18s                  |                          |
| 5.                       | Niklas Märkl             | Development Team Sunweb     | + 2m35s                  |                          |
| 6.                       | Petr Rikunov             | Gazprom-RusVelo             | + 2m40s                  |                          |
| 7.                       | Lukáš Kubiš              | Dukla Banská Bystrica       | + 2m46s                  |                          |
| 8.                       | Matúš Štoček             | Eslováquia                  | + 2m50s                  |                          |
| 9.                       | Nicola Venchiarutti      | Androni Giocattoli-Sidermec | + 2m51s                  |                          |
| 10.                      | Aljaž Omrzel             | Adria Mobil                 | + 2m52s                  |                          |

### Classificação por equipas
| Classificação por equipes | Classificação por equipes   | Classificação por equipes | Classificação por equipes |
| Equipe                    | Equipe                      | Tempo                     |                           |
| ------------------------- | --------------------------- | ------------------------- | ------------------------- |
| 1.                        | CCC Team                    | 51h44m40s                 |                           |
| 2.                        | UAE Team Emirates           | + 26s                     |                           |
| 3.                        | Bora-hansgrohe              | + 1m33s                   |                           |
| 4.                        | Deceuninck-Quick Step       | + 2m08s                   |                           |
| 5.                        | Groupama-FDJ                | + 2m12s                   |                           |
| 6.                        | Uno-X Norwegian Development | + 2m18s                   |                           |
| 7.                        | Israel Cycling Academy      | + 2m41s                   |                           |
| 8.                        | Riwal Readynez              | + 3m33s                   |                           |
| 9.                        | Adria Mobil                 | + 3m34s                   |                           |
| 10.                       | Roompot-Charles             | + 4m03s                   |                           |

## Evolução das classificações
| Etapa                 | Vencedor              | Classificação geral | Classificação por pontos | Classificação da montanha | Classificação dos jovens | Classificação do melhor eslovaco | Classificação por equipas |
| --------------------- | --------------------- | ------------------- | ------------------------ | ------------------------- | ------------------------ | -------------------------------- | ------------------------- |
| 1.ª A                 | Alexander Kristoff    | Alexander Kristoff  | Alexander Kristoff       | Kenny Molly               | Florian Kierner          | Erik Baška                       | Deceuninck-Quick Step     |
| 1.ª B                 | Stefan Küng           | Stefan Küng         | Alexander Kristoff       | Kenny Molly               | Torjus Sleen             | Erik Baška                       | Deceuninck-Quick Step     |
| 2.ª                   | Eduard-Michael Grosu  | Yves Lampaert       | Alexander Kristoff       | Martin Salmon             | Torjus Sleen             | Erik Baška                       | Deceuninck-Quick Step     |
| 3.ª                   | Arnaud Démare         | Yves Lampaert       | Arnaud Démare            | Martin Salmon             | Torjus Sleen             | Erik Baška                       | CCC                       |
| 4.ª                   | Elia Viviani          | Yves Lampaert       | Arnaud Démare            | Martin Salmon             | Torjus Sleen             | Erik Baška                       | CCC                       |
| Classificações finais | Classificações finais | Yves Lampaert       | Arnaud Démare            | Martin Salmon             | Torjus Sleen             | Erik Baška                       | CCC                       |

## UCI World Ranking
O Tour da Eslováquia outorgou pontos para o UCI World Ranking para corredores das equipas nas categorias UCI World Team, Profissional Continental e Equipas Continentais. As seguintes tabelas mostram o barómetro de pontuação e os 10 corredores que obtiveram mais pontos:
| Posição             | 1.º | 2.º | 3.º | 4.º | 5.º | 6.º | 7.º | 8.º | 9.º | 10.º | 11.º | 12.º | 13.º-15.º | 16.º-25.º |
| Classificação geral | 125 | 85  | 70  | 60  | 50  | 40  | 35  | 30  | 25  | 20   | 15   | 10   | 5         | 3         |
| Por etapa           | 14  | 5   | 3   |     |     |     |     |     |     |      |      |      |           |           |
| Líder               | 3   |     |     |     |     |     |     |     |     |      |      |      |           |           |

| Classificação |                    |                        |       |       |       |       |
| Posição       | Ciclista           | Equipa                 | Geral | Etapa | Líder | Total |
| ------------- | ------------------ | ---------------------- | ----- | ----- | ----- | ----- |
| 1.º           | Yves Lampaert      | Deceuninck-Quick Step  | 125   | 10    | 6     | 141   |
| 2.º           | Arnaud Démare      | Groupama-FDJ           | 85    | 22    | -     | 107   |
| 3.º           | Stefan Küng        | Groupama-FDJ           | 70    | 14    | 3     | 87    |
| 4.º           | Kamil Gradek       | CCC                    | 60    | -     | -     | 60    |
| 5.º           | Tom Bohli          | UAE Emirates           | 50    | -     | -     | 50    |
| 6.º           | Gijs Van Hoecke    | CCC                    | 40    | -     | -     | 40    |
| 7.º           | Matthias Brändle   | Israel Cycling Academy | 35    | -     | -     | 35    |
| 8.º           | Lukas Pöstlberger  | Bora-Hansgrohe         | 30    | -     | -     | 30    |
| 9.º           | Alexander Kristoff | UAE Emirates           | 5     | 20    | 3     | 28    |
| 10.º          | Erik Baška         | Bora-Hansgrohe         | 25    | -     | -     | 25    |